# Marjolein Keuning
Pour les articles homonymes, voir Keuning.
Marjolein Keuning, née le 4 octobre 1962 à Flardingue, est une actrice, animatrice de télévision, musicienne et chanteuse néerlandaise.

## Filmographie

### Cinéma
- 1995 : Flodder 3 (nl) : Cosmeticadame
- 1999 : Baantjer: De Cock en de wraak zonder einde (nl) : Renee Goes
- 2011 : De Heineken Ontvoering (nl) : Els
- 2014 : Assepoester: Een Modern Sprookje (nl) : Barones van Veurst
- 2015 : Achterbaks	: Ria
- 2017 : Voor elkaar gemaakt (nl) : Yogalerares

### Téléfilms
- 1992 : Recht voor z'n Raab :Anita
- 1992 : Niemand de deur uit : Evelien Prins
- 1992 : Bureau Kruislaan (nl) : Celia Sanders
- 1993 : Energiestromen : Onbekend
- 1993-1994 : Vrouwenvleugel (nl) : Eefje Winkel
- 1994-1996 : Onderweg naar Morgen : Joyce Couwenberg
- 1995 : Baantjer : Lizette Romijn
- 1997 : 12 steden, 13 ongelukken (nl) : Saskia
- 1999 : Baantjer : Renee Goes
- 2000-2004 : Russen (nl) : Leonie van Velzen
- 2002 : Het mysterie van de rode neus : Leonie van Velzen
- 2008-2017 : Goede tijden, slechte tijden : Maxime Sanders
- 2015 : Flikken Maastricht	Hesther Freeken
- 2016 : Intocht van Sinterklaas (nl) : La femme politique
- 2017 : Wakker Worden : Barbara

## Théâtre

### Pièces et comédies musicales
- 1987 : Cats
- 1992 : Les Misérables
- 1997 : Closer Than Ever
- 1998 : Nilsson
- 1999 : Chicago
- 2003 : Nonsens
- 2005-2006 : More Musical Strings
- 2008 : Turf
- 2017 : De verwarring
- 2018 : You're The Top